# Cuomai
Cuomai (kinesiska: 措迈乡, 措迈) är en socken i Kina. Den ligger i den autonoma regionen Tibet, i den sydvästra delen av landet, omkring 410 kilometer väster om regionhuvudstaden Lhasa. Antalet invånare är 1 508. Befolkningen består av 755 kvinnor och 753 män. Barn under 15 år utgör 33 %, vuxna 15-64 år 62 %, och äldre över 65 år 4,0 %.
Genomsnittlig årsnederbörd är 611 millimeter. Den regnigaste månaden är juli, med i genomsnitt 169 mm nederbörd, och den torraste är november, med 20 mm nederbörd.